# Julio Scherer Pareyón
Julio Javier Scherer Pareyón (Ciudad de México, 19 de febrero de 1966) es un ingenierio y político mexicano, miembro del Partido Verde Ecologista de México (PVEM). Es diputado federal para el periodo de 2024 a 2027.

## Biografía
Es hijo de Julio Scherer Ibarra, quien fue consejero jurídico de la Presidencia de México en el gobierno de Andrés Manuel López Obrador de 2018 a 2021, nieto de Julio Scherer García, destacado periodista y fundador del semanario Proceso, y sobrino de la periodista María Scherer Ibarra. Es ingeniero industrial.
Se dedicó al ejercicio particular de su profesión, particularmente al ramo de la construcción y los bienes raíces; de 2008 a 2015 participó el área de banca de inversión en bienes raíces en «Evercore México», fue fundador y colaborador de la empresa inmobiliaria «Real Estate Entrepreneur», y accionista en «Tenedora de Proyectos 115». Inició su participación política como integrante del equipo de campaña de Héctor Vasconcelos, candidato de Morena a jefe delegacional de Miguel Hidalgo en las elecciones de 2015; y en las elecciones de 2018 fue integrante del equipo de campaña de López Obrador, que resultó triunfador en ellas.
En las elecciones de 2024 fue postulado por el PVEM candidato a diputado federal por el principio de representación proporcional, resultando elegido para la LXVI Legislatura que concluirá en 2027. En esta legislatura es secretario de las comisiones de Economía, Comercio y Competitividad; y, de Seguridad Ciudadana; así como integrante de la comisión de Relaciones Exteriores.
En mayo de 2025 comenzó a ser señalado como socio de un empresario que habría recibido de forma irregular la concesión del libramento carretero de Heroica Nogales, Sonora, por el gobierno de dicho estado encabezado por Alfonso Durazo Montaño y la Secretaría de Infraestructura, Comunicaciones y Transportes, cuyo titular era Jorge Nuño Lara; Scherer negó ser socio de dicho empresario y Durazo indicó que la concesión se había otorgado de forma legal y transparente. sin embargo, el 6 de julio de 2025 el Fiscal General de la República, Alejandro Gertz Manero, informó que se presentaría ante un juez la denuncia por presuntos actos de corrupción en la concesión del citado libramiento.